# 阿爾加羅沃-德爾阿吉拉
阿爾加羅沃-德爾阿吉拉（西班牙語：Algarrobo del Águila），是阿根廷的城鎮，位於該國中部拉潘帕省，是奇卡爾科縣的首府，距離聖羅莎171公里，面積4,448平方公里，海拔高度305米，2001年人口641。